# Deep Cuts, Volume 3 (1984-1995)
Deep Cuts, Volume 3 (1984-1995) è una raccolta dei Queen, la terza di tre parti, pubblicata dalle case discografiche Island/Universal nel 2011 in occasione del quarantennale della band e della rimasterizzazione in digitale di tutti i loro album. La raccolta contiene i brani meno noti del gruppo appartenenti agli ultimi 5 album in studio della band pubblicati tra il 1984 e il 1995 (The Works, A Kind of Magic, The Miracle, Innuendo e Made in Heaven).

## Tracce
1. Made in Heaven – 5:27 (Mercury)
2. Machines (or Back to Humans) – 5:07 (May/Taylor)
3. Don't Try So Hard – 3:40 (Queen)
4. Tear It Up – 3:24 (May)
5. I Was Born to Love You – 4:50 (Mercury)
6. A Winter's Tale – 3:52 (Queen)
7. Ride the Wild Wind – 4:43 (Queen)
8. Bijou – 3:37 (Queen)
9. Was It All Worth It – 5:45 (Queen)
10. One Year of Love – 4:27 (Deacon)
11. Khashoggi's Ship – 2:52 (Queen)
12. Is This the World We Created...? – 2:12 (Mercury/May)
13. The Hitman – 4:56 (Queen)
14. It's a Beautiful Day (Reprise) – 3:21 (Queen)
15. Mother Love – 4:48 (May/Mercury)